# Simaszőrű retriever
A simaszőrű retriever egy kutyafajta.

## Eredete és története
Kialakulása az 1800-as évekre tehető. A simaszőrű retriever valószínűleg a labrador retrievernek, a collie-nak és bizonyos spánielféléknek köszönheti kialakulását. Egy időben mint a göndörszőrű retriever egy változataként ismerték, és úgy vélik collie-vér bevitele révén hozták létre sima szőrzetét. Az I. világháborút megelőzőleg talán Britannia legismertebb vadászkutyája volt, ám a háború utáni időszakban háttérbe szorította az arany és a labrador retriever, amely fajták népszerűsége mára állandósult, ámde nem a simaszőrű retriever rovására. A sima szőrű retriever ismét nagy népszerűségnek örvend, amióta 1980-ban a Cruftson elnyerte az áhított "Kiállítás Legszebb Kutyája" címet. Született apportőr, az elejtett vadak (főként nagymadarak) összegyűjtésére használják, mind mezei, mind vizi vadászat során. Szívós, könnyen kiképezhető. Nagyszerű házi kedvenc, igen jól elvan a gyerekekkel.

## Testfelépítése
A sima szőrű retriever testének hosszúsága valamivel nagyobb a magasságánál. Lágyéka rövid és széles. Egyenes, viszonylag rövid farkát felemeli, de nem sokkal a hátvonala fölé. Mellkasa mély és viszonylag széles; a szügye szép. Mellső lábai egyenesek, a térd és a csánkízület elég jól kirajzolódik. A lábak függőlegesek, a dongalábúság nem megengedett. A mancsok kör alakúak, zárt, ívelt lábujjakkal és vastag talppárnákkal. A könyököknek szabadon kell mozogniuk. A nyak meglehetősen hosszú és feszes; ferdén ül a kutya vállán. A fej hosszúkás, szép formájú; a koponya mérsékelten széles és lapos, a szemek közt enyhe stop látható. A stopnak kissé lejtősnek kell lennie, és nem lehet túl hangsúlyos. A sima szőrű retrievernek jókora orra van, tág orrlyukakkal. Fülei kicsik, a fej mellett lelógók. Szemei közepes nagyságúak; nem lehetnek ferde metszésűek. A kerek, kiugró szem komoly szépséghibának számít. A sima szőrű retriever harapása ollószerű.

## Méretei
Marmagasság: kan: 58–61 cm, szuka: 55–58 cm
Testtömeg: kan: 25 kg, szuka: 23–30 kg
Várható élettartam: 11-13 év

## Mozgásigény
Sok mozgásra van szüksége.

## Előnyei
- Kennelben és lakásban egyaránt tartható
- Könnyű kiképezni
- Jól megfér a gyerekekkel
- Szívós
- Született apportőr
- Jó jelzőkutya a ház őrzése során
- Figyelmes, barátságos
- Jelentős szőrápolást nem igényel

## Hátránya
A kölyökkorhoz kapcsolódó viselkedés más fajtákhoz képest kitolódik, akár 16-18 hónapos korig is. Magyaroeszágon a beszerezhetősége a kis állományszám miatt nem egyszerű feladat.

## Külső hivatkozások
- Flatcoated.hu
- Simaszőrű retriever
- Simaszőrű retriever fajtaismertető a Kutya-Tár-ban